# 郡山智

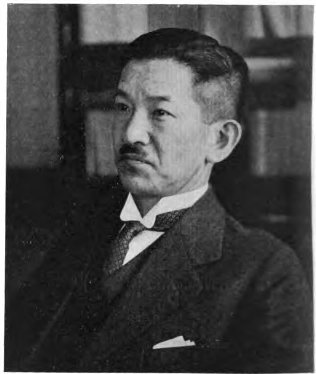
郡山智

郡山 智（こおりやま さとし、1886年（明治19年）2月10日 – 1955年（昭和30年）12月21日）は、日本の拓務官僚。南満州鉄道理事。

## 経歴
宮城県仙台市出身。宮城県立第一中学校、第二高等学校を経て、1911年（明治44年）に東京帝国大学法科大学政治科を卒業し、高等文官試験に合格。朝鮮総督府試補、同事務官、同書記官、同税関長、賞勲局書記官、拓殖局書記官、拓殖事務局書記官、東洋拓殖株式会社監理官、関東庁事務官、内閣拓殖局書記官、拓務省拓務局長を歴任した。
1934年（昭和9年）から1938年（昭和13年）まで南満州鉄道株式会社理事を務め、退任後は海外移住組合聯合会理事長に就任した。その他、南洋協会理事を務めた。

## 親族
- 秋月左都夫 - 妻の父[3]。外交官。